# Sanggang
Sanggang is een bestuurslaag in het regentschap Sukoharjo van de provincie Midden-Java, Indonesië. Sanggang telt 2065 inwoners (volkstelling 2010).